# Anastasia Le-Roy
Anastasia Le-Roy (* 11. September 1987 im Manchester Parish) ist eine jamaikanische Sprinterin.

## Sportliche Laufbahn
Erste internationale Erfahrungen sammelte Anastasia Le-Roy bei den CAC-Juniorenmeisterschaften 2004 in Coatzacoalcos, bei denen sie in 23,71 s die Bronzemedaille im 200-Meter-Lauf und siegte mit der jamaikanischen 4-mal-100-Meter-Staffel in 44,85 s. Bei den CARIFTA-Games in Bacolet im Jahr darauf siegte sie mit der 4-mal-400-Meter-Staffel und gewann über 400 Meter in 55,19 s die Silbermedaille. Anschließend schied er bei den Panamerikanischen Juniorenmeisterschaften in Windsor im Vorlauf aus und gewann mit der Staffel in 3:36,99 min die Silbermedaille. 2006 siegte er mit der 4-mal-100-Meter-Staffel bei den CARIFTA-Games in Les Abymes in 44,91 s und gewann in 23,54 s die Silbermedaille über 200 Meter. Auch bei den CAC-Juniorenmeisterschaften in Port of Spain gewann sie in diesen Disziplinen Gold und Silber. Damit qualifizierte sie sich für die Juniorenweltmeisterschaften in Peking, bei denen sie in 23,88 s Sechste über 200 Meter wurde und mit der 4-mal-100-Meter-Staffel in 44,22 s Bronze gewann. 2007 nahm sie mit der Staffel an den Panamerikanischen Spielen teil und wurde in 3:28,74 min Vierte. Auch bei den Weltmeisterschaften in Osaka startete sie im Vorlauf der 4-mal-400-Meter-Staffel und trug so zum Gewinn der Silbermedaille für die jamaikanische Stafette bei.
2008 siegte sie bei den U23-NACAC-Meisterschaften in Toluca de Lerdo mit der 4-mal-400-Meter-Staffel in 3:27,46 min und gewann mit der 4-mal-100-Meter-Staffel und im 400-Meter-Lauf jeweils die Silbermedaille. Bei den CAC-Meisterschaften in Havanna 2009 gewann sie in 3:34,02 min die Silbermedaille mit der Staffel und wurde mit der 4-mal-100-Meter-Staffel Vierte. Zudem schied sie im Einzelbewerb in der ersten Runde aus. Im Jahr darauf gewann sie mit der 4-mal-100-Meter-Staffel in 44,27 s die Silbermedaille und kam über 400 Meter nicht ins Ziel. 2011 folgte bei den CAC-Meisterschaften in Mayagüez Bronze über 200 Meter und Silber mit der Kurzsprintstaffel. Bei der Sommer-Universiade in Shenzhen gewann sie in 43,57 s die Bronzemedaille und wurde über 200 Meter in 23,32 s Fünfte. Bei den Panamerikanischen Spielen in Guadalajara 2011 gelangte sie über 200 Meter bis ins Halbfinale, in dem sie mit 23,68 s ausschied. Zudem erreichte sie mit der 4-mal-100-Meter-Staffel nicht das Ziel. 2013 gewann sie bei den Studentenweltspielen in Kasan in 51,72 s die Bronzemedaille über 400 Meter und nahm mit der Staffel an den Weltmeisterschaften in Moskau teil, bei denen sie im Vorlauf disqualifiziert wurde.
Bei den IAAF World Relays 2014 auf den Bahamas klassierte sie sich mit der 4-mal-400-Meter-Staffel auf Rang zwei und siegte bei den Commonwealth Games in Glasgow in 3:23,82 min. Anschließend siegte sie auch beim Panamerikanischen Sportfestival in Mexiko-Stadt in 51,28 s über 400 Meter. 2015 kam sie bei den Weltmeisterschaften in Peking im Vorlauf zum Einsatz und erhielt nach dem Sieg im Finale ebenfalls die Goldmedaille zugesprochen. Bei den IAAF World Relays 2017 kam sie in der 4-mal-200-Meter-Staffel zum Einsatz, jedoch erneut nur im Vorlauf, während die Staffel im Finale in anderer Besetzung siegreich war. Auch bei den Weltmeisterschaften in London kam sie im Staffelbewerb nur im Vorlauf zum Einsatz. 2018 wurde sie mit der Staffel bei den Hallenweltmeisterschaften in Birmingham disqualifiziert und siegte bei den Commonwealth Games im australischen Gold Coast mit der Staffel in 3:24,00 min. Zudem sicherte sie sich mit neuer Bestleistung von 50,57 s auch die Silbermedaille über 400 Meter hinter Amantle Montsho aus Botswana. Im Sommer gewann sie mit der jamaikanischen Stafette in 3:27,25 min die Silbermedaille bei den NACAC-Meisterschaften hinter den Vereinigten Staaten.

## Persönliche Bestzeiten
- 200 Meter: 22,85 s (+0,7 m/s), 16. April 2016 in Kingston
- 400 Meter: 50,57 s, 11. April 2018 in Gold Coast